# Ампельные растения
А́мпельные расте́ния, или ампели, — растения, выращиваемые в подвесных кашпо, горшках, вазонах и корзинах.
Название произошло от нем. die Ampel — висящая ваза для цветов (это слово, в свою очередь, имеет происхождение от лат. ampulla — маленькая бутылка, фляжка).
Ампельными можно вырастить любые декоративные растения, но, как правило, — это либо вьющиеся вверх растения (в таком случае их направляют и позволяют расти вверх по специальным подставкам или сеткам), либо растения со стелющимися или ниспадающими побегами — в этом случае сосуд устанавливают или подвешивают достаточно высоко над уровнем пола или земли. Некоторые ампельные растут и тем, и другим способом.
Ампельными могут быть как комнатные или оранжерейные, так и растения открытого грунта. В последнее время[когда?] в качестве ампельных стали выращивать не только травянистые растения, но и некоторые кустарники.
Применяются ампельные растения для украшения или зонирования помещений, оконных и дверных проёмов, крылец, веранд, беседок, балконов, для создания отдельно стоящих декоративных цветочных композиций в садах и парках, а также как почвопокровные растения.
| Некоторые ампельные растения | |
| Декоративно-лиственные - аспарагус - будра - гелксина - камнеломка - мюленбекия - плектрантус - плющ - селагинелла - традесканция - фикус ползучий - фиттония - эпипремнум | Красивоцветущие - дюшенея - колумнея - нертера - петуния - фуксия - хойя прекрасная - хойя мясистая - эсхинантус |
| Декоративно-лиственные - аспарагус - будра - гелксина - камнеломка - мюленбекия - плектрантус - плющ - селагинелла - традесканция - фикус ползучий - фиттония - эпипремнум | Ампельные суккуленты - апорокактус плетевидный - зигокактус - курио Роули - очиток - рипсалис - церопегия Вуда   |